# زوپیکلون
زوپیکلون که با نام تجاری ایمووین در میان مردم فروخته می شود ، یک خواب آور غیر بنزودیازپینی است که برای درمان مشکلات خواب استفاده می شود . زوپیکلون از نظر مولکولی از داروهای بنزودیازپین متمایز است و در گروه سیکلوپیرولون طبقه بندی می شود . با این حال ، زوپیکلون از طریق تعدیل گیرنده های بنزودیازپین به همان روشی که داروهای بنزودیازپین انجام می دهند ، انتقال طبیعی انتقال دهنده عصبی گاما آمینوبوتیریک اسید (GABA) را در سیستم عصبی مرکزی افزایش می دهد.